# Leyton House Racing
A Leyton House Racing foi uma equipe de Fórmula 1 que disputou as temporadas de 1990 e 1991.

## História
Surgiu após a compra da equipe March pelo japonês Akira Akagi (falecido em 2018), proprietário da empresa imobiliária Leyton House, que já patrocinava a escuderia desde 1988. O italiano Ivan Capelli e o brasileiro Maurício Gugelmin, desde 1987 na March, continuaram na Leyton House para a temporada de 1990.
O melhor resultado foi o 2° lugar de Capelli no GP da França de 1990, em Paul Ricard, tendo liderado até as voltas finais, quando Alain Prost o superou. Na mesma prova, Gugelmin abandonou com problemas mecânicos. A escuderia terminou o campeonato inicialmente em 7º lugar, sendo promovida à sexta posição no Mundial de Construtores após a Larrousse ser desclassificada
No final de 1991, um grande problema abalou a equipe: seu dono foi acusado de usar a equipe para praticar o golpe de lavagem de dinheiro e foi preso. Sendo assim, a Leyton House, que marcou apenas um ponto no campeonato, deixou de existir depois do GP da Austrália, recuperando o nome original. No GP anterior, no Japão, Capelli deixou a escuderia para dar lugar ao jovem austríaco Karl Wendlinger, que não pontuou, assim como Gugelmin.

## Resultados da Leyton House na Fórmula 1
| Temporada | Nome oficial        | Modelo | Chassi | Motor              | Pneu     | Combustivel (fornecedor) | Principal patrocinador | Cor  | Pilotos                                              | Pilotos de testes | Classificação pilotos                                                 | Classificação construtores |
| --------- | ------------------- | ------ | ------ | ------------------ | -------- | ------------------------ | ---------------------- | ---- | ---------------------------------------------------- | ----------------- | --------------------------------------------------------------------- | -------------------------- |
| 1990      | Leyton House Racing | CG901  |        | Judd EV 3.5 V8     | Goodyear | BP                       |                        | Azul | 15 Mauricio Gugelmin 16 Ivan Capelli                 | Bruno Giacomelli  | Capelli - 10º (6 pts.) Gugelmin - 18º (1 pt.)                         | 7º lugar (7 pts.)          |
| 1991      | Leyton House Racing | CG911  |        | Ilmor 2175A 3.5 V8 | Goodyear | BP                       |                        | Azul | 15 Mauricio Gugelmin 16 Ivan Capelli Karl Wendlinger |                   | Capelli - 20º (1 pt.) Gugelmin - 25º (0 pt.) Wendlinger - 36º (0 pt.) | 12º lugar (1 pt.)          |

## Galeria de imagens

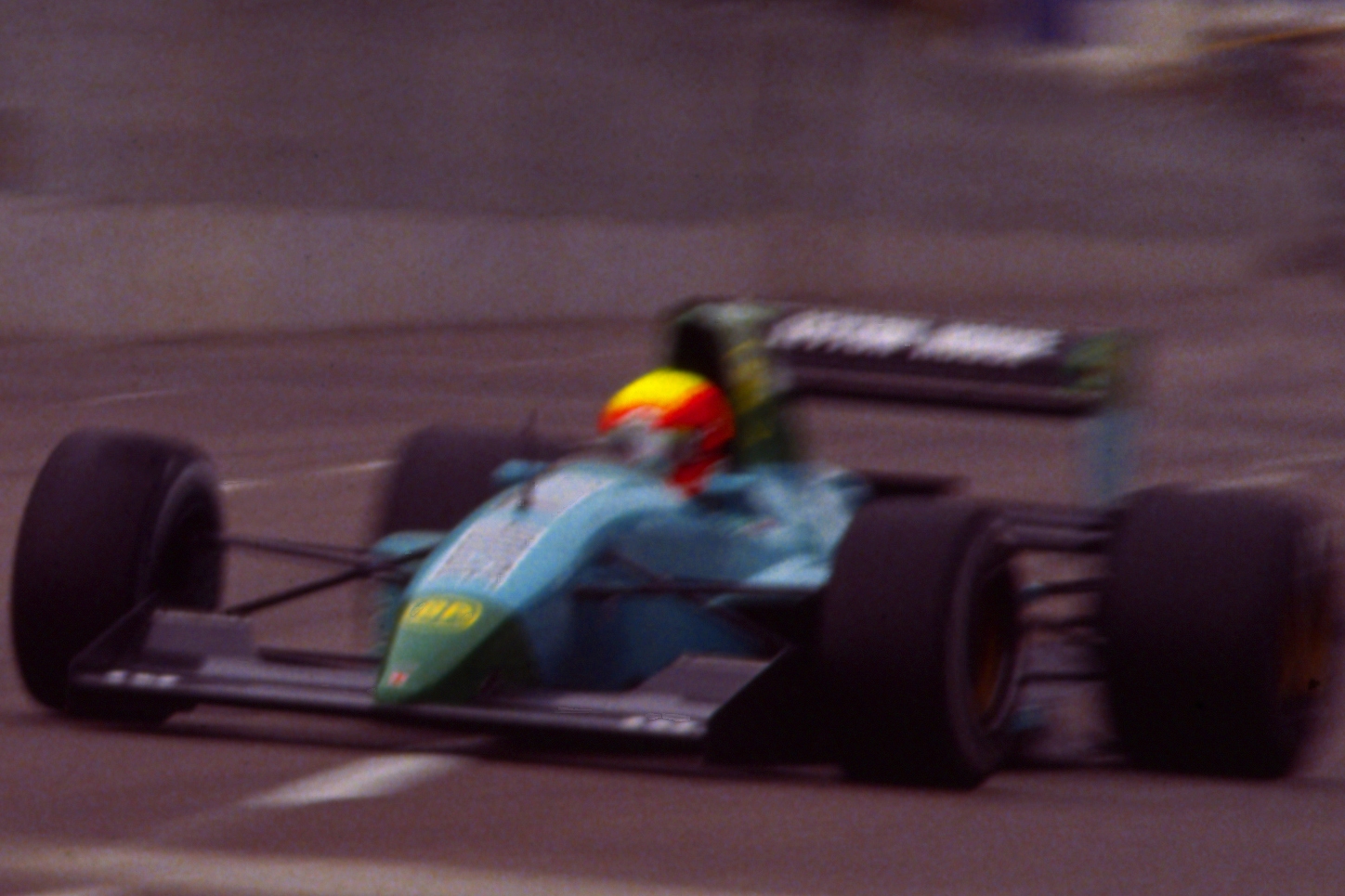
Maurício Gugelmin pilota o CG911, último carro da equipe, no GP dos EUA de 1991.
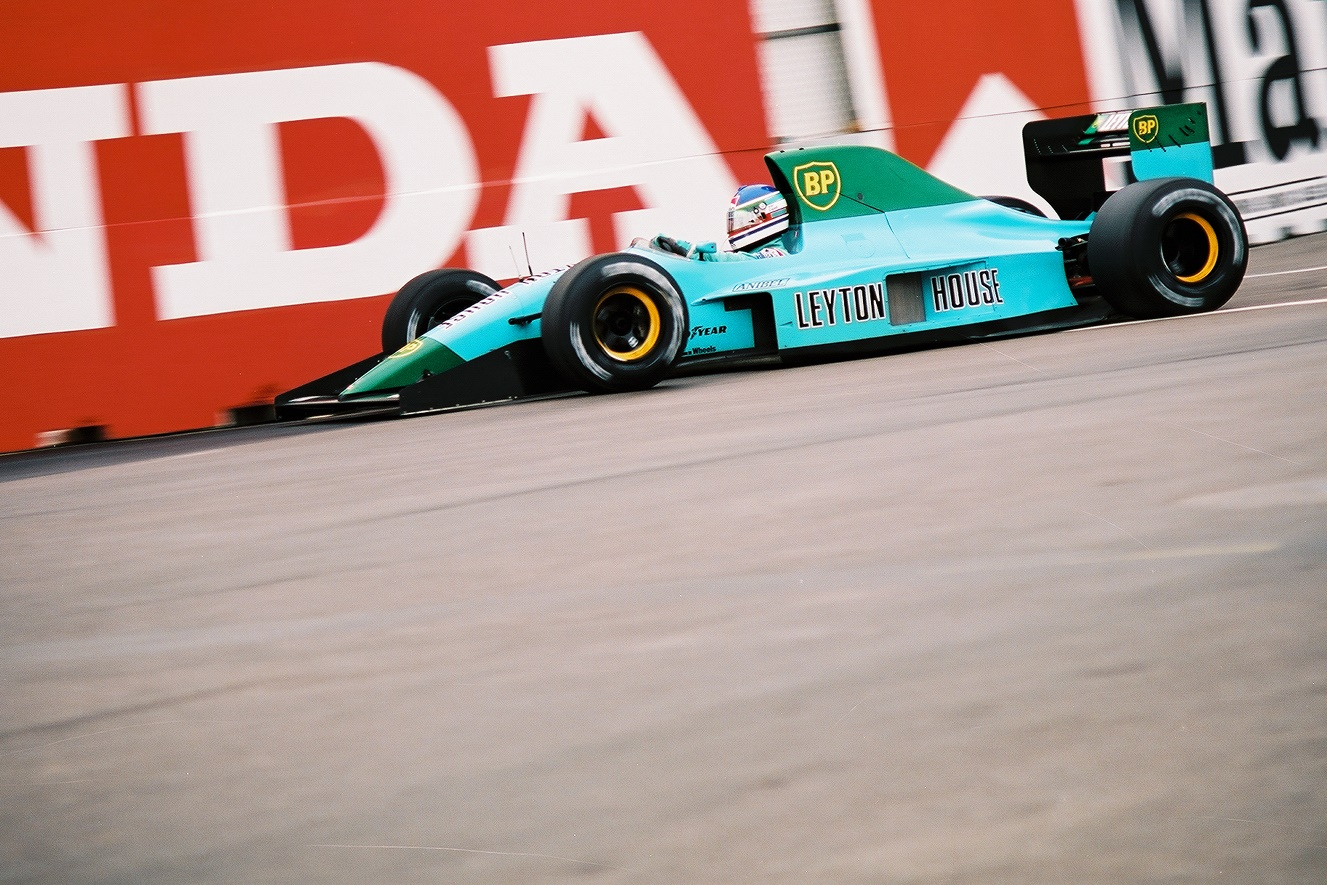
Ivan Capelli, também no GP dos Estados Unidos de 1991, onde abandonou por problemas na caixa de câmbio.